# 최윤호 (뮤지컬 배우)
최윤호(1995년 5월 1일 ~ )는 대한민국의 뮤지컬 배우다.

## 방송
- 더블 캐스팅 (2020) - Top24

## 공연
- 미드나잇 (2021)
- 그리스 (2019)